# Juan Alfonso de Baena
Juan Alfonso de Baena va ser un escriptor i trobador castellà nascut a Baena. Era marrà (jueu convers), i és anomenat de vegades «Judino».
Entre les seves obres destaca el Cançoner de Baena, escrit entre 1426 i 1430, el qual conté una col·lecció de les millors poesies castellanes juntament amb notes crítiques i un pròleg de l'autor.
Va escriure poesies, algunes de dedicades al conestable Álvaro de Luna y Jarana i altres personatges de la cort amb el nom de Suplicaciones.
Joan II de Castella el va nomenar secretari seu i a ell li va dedicar un poema en el qual l'aconsellava sobre la conducta que havia d'adoptar per solucionar els problemes del regne.